# 萧宝宏
萧宝宏（？—502年2月25日），南朝齐安陆昭王萧缅第三子。
建武元年（494年），齐明帝萧鸾篡位，追封萧缅为安陆王，封萧宝宏为汝南县公。建武三年（496年），改封宵城县公。
中兴元年（501年），萧衍携齐和帝萧宝融攻入建康，荒淫残暴的废帝萧宝卷被杀。萧宝宏之兄安陆王萧宝晊感到不安，遂谋反。中兴二年二月壬戌（502年2月25日），萧宝宏与兄湘东王萧宝晊、始安王萧宝览一并被萧衍诛杀。